# Lennart Hjelm
Karl Gustaf Lennart Hjelm, född 28 mars 1915 i Lemnhult, Jönköpings län, död 5 augusti 2009 i Uppsala, var en svensk agronom och lantbruksvetenskaplig forskare.
Hjelm avlade agronomexamen 1941, blev agronomie doktor 1948, var anställd vid Statens forskningsanstalt för lantmannabyggnader 1943–1949, vid Sveriges lantbrukarförbund 1949–1950, var avdelningschef vid Jordbrukets utredningsinstitut 1950–1955. Han blev professor i lantbrukets driftsekonomi vid Lantbrukshögskolan 1955 och i lantbrukets företagsekonomi 1962. Han var rektor för Lantbrukshögskolan från 1963 till 1977, då den gick upp i Sveriges lantbruksuniversitet (SLU). Hjelm fortsatte som rektor för det nybildade SLU från 1977 till sin pensionering 1982.
Hjelm var involverad i att ta fram nya riktlinjer för svenskt bistånd på jordbruksområdet, vilket inriktades på småjordbruk och bland annat ledde till ett projekt i Etiopien. En u-landsavdelning underställd rektorn skapades senare på SLU. Efter sin pensionering hade Hjelm ett regeringsuppdrag att utreda svensk livsmedelsforskning.
Hjelm blev ledamot av Skogs- och lantbruksakademien 1958 var 1984–1987 dess preses, och promoverades 1985 till veterinärmedicine hedersdoktor vid SLU. Han var ledamot av Gastronomiska akademien 1974–1997, vid tallrik 16.
Lennart Hjelm är begravd på Hammarby kyrkogård söder om Uppsala.